# Amber Rutter
Pour les articles homonymes, voir Rutter.
Amber Jo Rutter est une tireuse sportive britannique née le 21 août 1997 à Windsor. Elle a remporté la médaille d'argent du skeet féminin aux Jeux olympiques d'été de 2024, organisés à Paris.